# Человек на Луне (фильм, 2018)
«Человек на Луне» (англ. First Man) — американская биографическая драма 2018 года, четвёртый полнометражный фильм, снятый Дэмьеном Шазеллом по сценарию Джоша Сингера, основанному на книге Джеймса Р. Хансена 2005 года. В фильме снимались Райан Гослинг в роли Нила Армстронга, а также Клэр Фой, Джейсон Кларк, Кайл Чендлер, Кори Столл, Кристофер Эбботт и Киаран Хайндс. Фильм рассказывает о годах, предшествовавших миссии «Аполлон-11» на Луну в 1969 году.
Первоначально проект был анонсирован в 2003 году, а режиссёром должен был стать Клинт Иствуд. После того, как эта интерпретация провалилась, Шазелл, Гослинг и Сингер подписали контракты к 2015 году, а основные съёмки начались в Атланте в ноябре 2017 года.
Премьера фильма состоялась на 75-м Венецианском кинофестивале 29 августа 2018 года, в США он был выпущен 12 октября, 2018 года компанией Universal Pictures, а в России — 11 октября. Критики отметили «откровенный реализм» киноповествования. Фильм получил признание критиков, особенно в отношении режиссуры, игры Гослинга и Фой, музыкального сопровождения и сцены высадки на Луну. Однако фильм провалился в прокате, собрав $105,7 млн по всему миру при производственном бюджете в $59 млн. Он получил многочисленные награды, включая четыре номинации на 91-й церемонии вручения премии «Оскар» (победа в номинации «Лучшие визуальные эффекты»).

## Сюжет
В 1961 году Нил Армстронг совершает полёт на ракетоплане X-15 в верхних слоях стратосферы. Он выходит на заданную высоту, вскоре случается поломка и Нил должен вернуться на Землю, однако лётчику не сразу удаётся сделать это. Ракетоплан слишком быстро снижается, но, к счастью, Армстронгу удаётся подняться над быстро приближающимся гребнем горного хребта и приземлиться на плоскую поверхность пустыни Мохаве в Калифорнии. Руководитель полёта отстраняет Нила.
Параллельно показывают и семью Нила. Несмотря на все его попытки вылечить маленькую дочь Карен от рака, она всё равно умирает. На похоронах Нил плачет.
Армстронг отправляется в центр НАСА по подготовке астронавтов для проекта «Джемини». Вскоре его принимают. Начинаются занятия в центре подготовки. Армстронг показывает высший результат.
Астронавтов готовят к первому в мире выходу в открытый космос. По телевидению сообщают о том, что это уже сделал Алексей Леонов. Это приводит американцев в недовольство. Руководство готовит схему полётов на Луну.
В 1966 году Нил Армстронг и Дэвид Скотт на корабле «Джемини-8» стартуют на орбиту. Одновременно с ними с мыса Канаверал в космос взлетает беспилотный аппарат «Аджена», с которым команда должна стыковаться. Однако случается неполадка и корабль начинает вращаться с увеличивающейся угловой скоростью, астронавты рискуют потерять сознание. Им удаётся выйти из ситуации, и корабль совершает аварийную посадку. НАСА производит разбор полёта, и Армстронга хвалят за его работу. После этого Нил узнаёт о том, что его принимают в отряд астронавтов для участия в программе «Аполлон» для полёта на Луну.
Первым к естественному спутнику Земли должен отправиться экипаж, куда включён и его близкий друг Эд Уайт. А Нилу Армстронгу руководство НАСА предлагает представлять интересы агентства в Белом доме. Уайт и его товарищи Гас Гриссом и Роджер Чаффи проводят наземные испытания корабля «Аполлон-1». В кабине происходит короткое замыкание и все астронавты погибают в результате начавшегося пожара. Всё это сообщают Нилу, находящемуся в Белом доме. Руководство назначает Армстронга командиром экипажа корабля «Аполлон-11», который должен полететь на Луну. Во время испытания прототипа спускаемого модуля Армстронгу приходится катапультироваться, а модуль падает и взрывается.
Лето 1969 года. Нил прощается с семьёй и уезжает, обещая вернуться. Начинается полёт «Аполлона-11». Корабль выходит на околоземную орбиту, устремляется к Луне. Через несколько дней он выходит на окололунную орбиту. Нил Армстронг и Эдвин «Базз» Олдрин переходят в спускаемый аппарат, Майкл Коллинз остаётся на орбите. Армстронг пилотирует спускаемый модуль. Вскоре он приземляется и астронавты выходят на поверхность (первый Армстронг, второй — Олдрин). Нил произносит историческую фразу: «Это маленький шаг одного человека и гигантский скачок для человечества». Нил подходит к краю лунного кратера. Он открывает ладонь и в кратер падает браслет Карен.
«Аполлон-11» триумфально возвращается на Землю. Астронавтов на месяц помещают в карантин. Через три недели после приземления Дженет приезжает в карантинный центр. Они с Нилом смотрят друг на друга через стекло. Армстронг целует пальцы и прикладывает их к стеклу, за которым находится его жена.

## В ролях
- Райан Гослинг — Нил Армстронг, астронавт второго набора НАСА, командир «Аполлона-11», стал первым человеком, ступившим на Луну.
- Клэр Фой — Дженет Шерон, первая жена Армстронга.
- Кори Столл — Эдвин (Базз) Олдрин, астронавт третьего набора НАСА, участник программы пилотируемых кораблей «Джемини». Пилот лунного модуля «Аполлона-11» и второй человек на Луне.
- Кайл Чендлер — Дональд (Дик) Слейтон, ветеран Второй мировой войны, астронавт первого набора НАСА, после временного отстранения от космической подготовки стал первым начальником Управления астронавтов НАСА. В дальнейшем — участник полёта «Союз — Аполлон».
- Джейсон Кларк — Эдвард Уайт, астронавт второго набора НАСА, первый американец в открытом космосе. Погиб во время испытаний космического корабля «Аполлон-1».
- Шей Уигем — Вирджил (Гас) Гриссом, астронавт первого набора НАСА, участник программ пилотируемых кораблей «Меркурий» и «Джемини». Погиб во время испытаний космического корабля «Аполлон-1».
- Кристофер Эбботт — Дэвид Скотт, астронавт третьего набора НАСА, вместе с Армстронгом они совершили свой дебютный полёт на корабле «Джемини-8», во время которого они впервые в истории провели ручную стыковку с беспилотной мишенью. Стал седьмым человеком на Луне в качестве командира «Аполлона-15».
- Брайан Д’Арси Джеймс — Джозеф А. Уокер, начальник Армстронга, который совершил два суборбитальных космических полёта[6].
- Пабло Шрайбер — Джеймс (Джим) Ловелл, астронавт второго набора НАСА, участник программы пилотируемых кораблей «Джемини». Пилот командного модуля корабля «Аполлон-8», первым совершивший пилотируемый полёт к Луне. Командир дублирующего экипажа «Аполлона-11». В будущем — командир экипажа «Аполлона-13», стал одним из трёх астронавтов, летавших к Луне дважды, но при этом так и не побывал на её поверхности[7].
- Патрик Фьюгит — Эллиот Си, астронавт второго набора НАСА, член первого основного экипажа корабля «Джемини-9». Погиб в 1966 году вместе с будущим командиром экипажа и коллегой Чарльзом Бассетом, когда пилотируемый ими реактивный самолёт врезался в здание McDonnell Aircraft в Сент-Луисе.
- Кори Майкл Смит — Роджер Чаффи, астронавт третьего набора НАСА, погиб во время испытаний космического корабля «Аполлон-1»[8].
- Киаран Хайндс — Роберт Р. Гилрут, первый директор космического центра НАСА.
- Скайлер Библи — Ричард Гордон, астронавт третьего набора НАСА, участник программы пилотируемых кораблей «Джемини». Пилот командного модуля корабля «Аполлон-12»[9].
- Лукас Хаас — Майкл Коллинз, астронавт третьего набора НАСА, участник программы пилотируемых кораблей «Джемини». Пилот командного модуля корабля «Аполлон-11».
- Уильям Грегори Ли — Гордон Купер, астронавт первого набора НАСА, участник программ пилотируемых кораблей «Меркурий» и «Джемини». Был самым молодым из семи астронавтов «Меркурия»[10].
- Джон Дэниел Эвермор[англ.] — Кристофер Крафт, первый директор по полётам НАСА, который курировал первый пилотируемый космический полёт в Америке, первый пилотируемый орбитальный полёт, а также миссию «Джемини-4».
- Джон Дэвид Уэйлен[англ.] — Джон Гленн, астронавт первого набора НАСА, первый американец, совершивший орбитальный космический полёт.
- Бен Оуэн — Джон Дэннис Ходж[англ.], директор полётов НАСА, отвечавший за управление миссией корабля «Джемини-8».

## Производство
В 2003 году Клинт Иствуд и Warner Bros. купили права на адаптацию биографии Нила Армстронга «First Man: The Life of Neil A. Armstrong», написанную Джеймсом Р. Хансеном. Позднее права выкупила компания Universal Pictures, которая планировала снять фильм под названием «First Man».
24 ноября 2015 года было объявлено, что Райан Гослинг был выбран на главную роль, а Дэмьен Шазелл был выбран на роль режиссёра. В марте 2017 года была объявлена дата выпуска фильма — 12 октября 2018 года.
В мае 2017 года Клэр Фой вела переговоры для съёмок в фильме. В июне к актёрскому составу присоединились Кайл Чендлер, Кори Столл и Джейсон Кларк. 15 июля Ши Уигхэм присоединился к фильму, а роль Клэр Фой была подтверждена. 30 августа Джон Бернтал присоединился к актёрскому составу, а через месяц своё участие подтвердил Брайан Д’Арси Джеймс.

### Съёмки
Основные съёмки начались в Атланте, Джорджия в конце октября 2017 года и завершились в феврале 2018 года.

## Отзывы
Картина получила положительные оценки кинокритиков. На сайте Rotten Tomatoes у фильма 87 % положительных рецензий на основе 421 отзыва со средней оценкой 8 из 10. На Metacriticе — 84 балла из 100 на основе 56 рецензий.
Критики также отметили принципиальное отсутствие в фильме ключевой исторической сцены с водружением американского флага на поверхности Луны (сам флаг присутствует, но мелькает в кадре только на общих планах). Некоторые сочли это политическим решением, хотя сам режиссёр отвергает данную трактовку: по его словам, ему просто хотелось сосредоточиться на малоизвестных аспектах сюжета. В частности, в этой связи картину раскритиковали президент США Дональд Трамп, сенатор от штата Флорида Марко Рубио и актёр Джеймс Вудс.

## Награды и номинации
| Награды и номинации                           | Награды и номинации | Награды и номинации                                                             | Награды и номинации                                                              | Награды и номинации | Награды и номинации |
| Награда                                       | Год                 | Категория                                                                       | Номинант                                                                         | Результат           | Прим.               |
| --------------------------------------------- | ------------------- | ------------------------------------------------------------------------------- | -------------------------------------------------------------------------------- | ------------------- | ------------------- |
| «Оскар»                                       | 2019                | Лучшая работа художника—постановщика                                            | Нэйтан Краули, Кэти Лукас                                                        | Номинация           | [ 25 ]              |
| «Оскар»                                       | 2019                | Лучший звук                                                                     | Джон Тейлор, Фрэнк А. Монтаньо, Ай-Линг Ли, Мэри Х. Эллис                        | Номинация           | [ 25 ]              |
| «Оскар»                                       | 2019                | Лучший звуковой монтаж                                                          | Ай-Линг Ли, Милдред Айатру Морган                                                | Номинация           | [ 25 ]              |
| «Оскар»                                       | 2019                | Лучшие визуальные эффекты                                                       | Пол Ламберт, Иэн Хантер, Тристан Майлз, Джей Ди Швалм                            | Победа              | [ 25 ]              |
| «Золотой глобус»                              | 2019                | Лучшая женская роль второго плана                                               | Клэр Фой                                                                         | Номинация           | [ 26 ]              |
| «Золотой глобус»                              | 2019                | Лучшая музыка к фильму                                                          | Джастин Гурвиц                                                                   | Победа              | [ 27 ]              |
| BAFTA                                         | 2019                | Лучшая женская роль второго плана                                               | Клэр Фой                                                                         | Номинация           | [ 28 ] [ 29 ]       |
| BAFTA                                         | 2019                | Лучший адаптированный сценарий                                                  | Джош Сингер                                                                      | Номинация           | [ 28 ] [ 29 ]       |
| BAFTA                                         | 2019                | Лучшая операторская работа                                                      | Линус Сандгрен                                                                   | Номинация           | [ 28 ] [ 29 ]       |
| BAFTA                                         | 2019                | Лучшая работа художника—постановщика                                            | Нэйтан Краули, Кэти Лукас                                                        | Номинация           | [ 28 ] [ 29 ]       |
| BAFTA                                         | 2019                | Лучший монтаж                                                                   | Том Кросс                                                                        | Номинация           | [ 28 ] [ 29 ]       |
| BAFTA                                         | 2019                | Лучший звук                                                                     | Мэри Х. Эллис, Милдред Айатру Морган, Ай-Линг Ли, Фрэнк А. Монтаньо, Джон Тейлор | Номинация           | [ 28 ] [ 29 ]       |
| BAFTA                                         | 2019                | Лучшие визуальные эффекты                                                       | Иэн Хантер, Пол Ламберт, Тристан Майлз, Джей Ди Швалм                            | Номинация           | [ 28 ] [ 29 ]       |
| «Выбор критиков»                              | 2019                | Лучший фильм                                                                    | «Человек на Луне»                                                                | Номинация           | [ 30 ] [ 31 ]       |
| «Выбор критиков»                              | 2019                | Лучший режиссёр                                                                 | Дэмьен Шазелл                                                                    | Номинация           | [ 30 ] [ 31 ]       |
| «Выбор критиков»                              | 2019                | Лучшая мужская роль                                                             | Райан Гослинг                                                                    | Номинация           | [ 30 ] [ 31 ]       |
| «Выбор критиков»                              | 2019                | Лучшая женская роль второго плана                                               | Клэр Фой                                                                         | Номинация           | [ 30 ] [ 31 ]       |
| «Выбор критиков»                              | 2019                | Лучший адаптированный сценарий                                                  | Джош Сингер                                                                      | Номинация           | [ 30 ] [ 31 ]       |
| «Выбор критиков»                              | 2019                | Лучшая музыка к фильму                                                          | Джастин Гурвиц                                                                   | Победа              | [ 30 ] [ 31 ]       |
| «Выбор критиков»                              | 2019                | Лучшая операторская работа                                                      | Линус Сандгрен                                                                   | Номинация           | [ 30 ] [ 31 ]       |
| «Выбор критиков»                              | 2019                | Лучшая работа художника—постановщика                                            | Нэйтан Краули, Кэти Лукас                                                        | Номинация           | [ 30 ] [ 31 ]       |
| «Выбор критиков»                              | 2019                | Лучший монтаж                                                                   | Том Кросс                                                                        | Победа              | [ 30 ] [ 31 ]       |
| «Выбор критиков»                              | 2019                | Лучшие визуальные эффекты                                                       | «Человек на Луне»                                                                | Номинация           | [ 30 ] [ 31 ]       |
| «Спутник»                                     | 2019                | Лучший фильм — драма                                                            | «Человек на Луне»                                                                | Номинация           | [ 32 ]              |
| «Спутник»                                     | 2019                | Лучшая мужская роль — драма                                                     | Райан Гослинг                                                                    | Номинация           | [ 32 ]              |
| «Спутник»                                     | 2019                | Лучшая женская роль второго плана                                               | Клэр Фой                                                                         | Номинация           | [ 32 ]              |
| «Спутник»                                     | 2019                | Лучшая музыка к фильму                                                          | Джастин Гурвиц                                                                   | Победа              | [ 32 ]              |
| «Спутник»                                     | 2019                | Лучшая работа художника—постановщика                                            | Нэйтан Краули                                                                    | Номинация           | [ 32 ]              |
| «Спутник»                                     | 2019                | Лучший монтаж                                                                   | Том Кросс                                                                        | Номинация           | [ 32 ]              |
| «Спутник»                                     | 2019                | Лучший звук                                                                     | «Человек на Луне»                                                                | Номинация           | [ 32 ]              |
| Венецианский кинофестиваль                    | 2018                | Золотой лев                                                                     | Дэмьен Шазелл                                                                    | Номинация           | [ 33 ] [ 34 ]       |
| AACTA Awards                                  | 2019                | Лучшая актриса второго плана                                                    | Клэр Фой                                                                         | Номинация           | [ 35 ] [ 36 ]       |
| AARP’s Movies for Grownups Awards             | 2019                | Best Time Capsule                                                               | «Человек на Луне»                                                                | Номинация           | [ 37 ] [ 38 ]       |
| AARP’s Movies for Grownups Awards             | 2019                | Выбор зрителей                                                                  | «Человек на Луне»                                                                | Номинация           | [ 37 ] [ 38 ]       |
| Премия Американской ассоциации монтажёров     | 2019                | Лучший монтаж полнометражного драматического фильма                             | Том Кросс                                                                        | Номинация           | [ 39 ] [ 40 ]       |
| Американское общество кинооператоров          | 2019                | Выдающиеся достижения в кинематографии                                          | Линус Сандгрен                                                                   | Номинация           | [ 41 ] [ 42 ]       |
| Art Directors Guild Awards                    | 2019                | Excellence in Production Design for a Period Film                               | Нэйтан Краули                                                                    | Номинация           | [ 43 ] [ 44 ]       |
| Austin Film Critics Association               | 2019                | Лучшая женская роль второго плана                                               | Клэр Фой                                                                         | Номинация           | [ 45 ]              |
| Austin Film Critics Association               | 2019                | Лучший оригинальный саундтрек                                                   | Джастин Гурвиц                                                                   | Номинация           | [ 45 ]              |
| Austin Film Critics Association               | 2019                | Лучшая операторская работа                                                      | Линус Сандгрен                                                                   | Номинация           | [ 45 ]              |
| Austin Film Critics Association               | 2019                | Лучший монтаж                                                                   | Том Кросс                                                                        | Победа              | [ 45 ]              |
| Общество кинокритиков Бостона                 | 2018                | Лучший монтаж                                                                   | Том Кросс                                                                        | Победа              | [ 46 ]              |
| Общество кинокритиков Бостона                 | 2018                | Лучший оригинальный саундтрек                                                   | Джастин Гурвиц                                                                   | 2-е место           | [ 46 ]              |
| Camerimage                                    | 2018                | Золотая лягушка                                                                 | Линус Сандгрен                                                                   | Номинация           | [ 47 ]              |
| Capri Hollywood International Film Festival   | 2019                | Лучший оригинальный саундтрек                                                   | Джастин Гурвиц                                                                   | Победа              | [ 48 ]              |
| Capri Hollywood International Film Festival   | 2019                | Лучшие визуальные эффекты                                                       | «Человек на Луне»                                                                | Победа              | [ 48 ]              |
| Ассоциация кинокритиков Чикаго                | 2018                | Лучший оригинальный саундтрек                                                   | Джастин Гурвиц                                                                   | Номинация           | [ 49 ] [ 50 ]       |
| Ассоциация кинокритиков Чикаго                | 2018                | Лучший монтаж                                                                   | Том Кросс                                                                        | Номинация           | [ 49 ] [ 50 ]       |
| Ассоциация кинокритиков Чикаго                | 2018                | Лучшая операторская работа                                                      | Линус Сандгрен                                                                   | Номинация           | [ 49 ] [ 50 ]       |
| Ассоциация кинокритиков Чикаго                | 2018                | Лучшие визуальные эффекты                                                       | «Человек на Луне»                                                                | Номинация           | [ 49 ] [ 50 ]       |
| Cinema Audio Society Awards                   | 2019                | Премия за выдающиеся достижения в микшировании звука для художественных фильмов | «Человек на Луне»                                                                | Номинация           | [ 51 ] [ 52 ]       |
| Dallas-Fort Worth Film Critics Association    | 2018                | Лучшая актриса второго плана                                                    | Клэр Фой                                                                         | 5-е место           | [ 53 ]              |
| Dallas-Fort Worth Film Critics Association    | 2018                | Лучший саундтрек                                                                | Джастин Гурвиц                                                                   | 2-е место           | [ 53 ]              |
| Dublin Film Critics' Circle                   | 2018                | Лучший фильм                                                                    | «Человек на Луне»                                                                | 9-е место           | [ 54 ]              |
| Dublin Film Critics' Circle                   | 2018                | Лучший режиссёр                                                                 | Дэмьен Шазелл                                                                    | 5-е место           | [ 54 ]              |
| Dublin Film Critics' Circle                   | 2018                | Лучшая операторская работа                                                      | Линус Сандгрен                                                                   | Победа              | [ 54 ]              |
| Florida Film Critics Circle                   | 2018                | Лучший фильм                                                                    | «Человек на Луне»                                                                | Номинация           | [ 55 ] [ 56 ]       |
| Florida Film Critics Circle                   | 2018                | Лучшая актриса второго плана                                                    | Клэр Фой                                                                         | 2-е место           | [ 55 ] [ 56 ]       |
| Florida Film Critics Circle                   | 2018                | Лучший режиссёр                                                                 | Дэмьен Шазелл                                                                    | Номинация           | [ 55 ] [ 56 ]       |
| Florida Film Critics Circle                   | 2018                | Лучший адаптированный сценарий                                                  | Джош Сингер и Джеймс Хансен                                                      | Номинация           | [ 55 ] [ 56 ]       |
| Florida Film Critics Circle                   | 2018                | Лучшая операторская работа                                                      | Линус Сандгрен                                                                   | Номинация           | [ 55 ] [ 56 ]       |
| Florida Film Critics Circle                   | 2018                | Лучший саундтрек                                                                | Джастин Гурвиц                                                                   | Победа              | [ 55 ] [ 56 ]       |
| Florida Film Critics Circle                   | 2018                | Best Art Direction / Production Design                                          | «Человек на Луне»                                                                | Номинация           | [ 55 ] [ 56 ]       |
| Florida Film Critics Circle                   | 2018                | Лучшие визуальные эффекты                                                       | «Человек на Луне»                                                                | Номинация           | [ 55 ] [ 56 ]       |
| Georgia Film Critics Association              | 2019                | Лучший фильм                                                                    | «Человек на Луне»                                                                | Номинация           | [ 57 ]              |
| Georgia Film Critics Association              | 2019                | Лучшая актриса второго плана                                                    | Клэр Фой                                                                         | Номинация           | [ 57 ]              |
| Georgia Film Critics Association              | 2019                | Лучшая операторская работа                                                      | Линус Сандгрен                                                                   | Номинация           | [ 57 ]              |
| Georgia Film Critics Association              | 2019                | Лучший оригинальный саундтрек                                                   | Джастин Гурвиц                                                                   | Победа              | [ 57 ]              |
| Georgia Film Critics Association              | 2019                | Best Production Design                                                          | Нэйтан Краули и Кэти Лукас                                                       | Номинация           | [ 57 ]              |
| Georgia Film Critics Association              | 2019                | Премия Оглторпа за выдающиеся достижения в кино Джорджии                        | «Человек на Луне»                                                                | Номинация           | [ 57 ]              |
| Голливудский кинофестиваль                    | 2018                | Голливудская премия режиссёру                                                   | Дэмьен Шазелл                                                                    | Победа              | [ 58 ]              |
| Голливудский кинофестиваль                    | 2018                | Голливудская премия композитору                                                 | Джастин Гурвиц                                                                   | Победа              | [ 58 ]              |
| Голливудский кинофестиваль                    | 2018                | Голливудская премия оператору                                                   | Том Кросс                                                                        | Победа              | [ 58 ]              |
| Hollywood Music in Media Awards               | 2018                | Оригинальная музыка — полнометражный фильм                                      | Джастин Гурвиц                                                                   | Номинация           | [ 59 ]              |
| Houston Film Critics Society                  | 2018                | Лучшая актриса второго плана                                                    | Клэр Фой                                                                         | Номинация           | [ 60 ]              |
| Houston Film Critics Society                  | 2018                | Лучшая операторская работа                                                      | Линус Сандгрен                                                                   | Номинация           | [ 60 ]              |
| Houston Film Critics Society                  | 2018                | Лучший оригинальный саундтрек                                                   | Джастин Гурвиц                                                                   | Номинация           | [ 60 ]              |
| Houston Film Critics Society                  | 2018                | Лучшие визуальные эффекты                                                       | «Человек на Луне»                                                                | Победа              | [ 60 ]              |
| IndieWire Critics Poll                        | 2018                | Лучшая операторская работа                                                      | «Человек на Луне»                                                                | 4-е место           | [ 61 ]              |
| Премия Лондонского кружка кинокритиков        | 2019                | Лучший фильм года                                                               | «Человек на Луне»                                                                | Номинация           | [ 62 ]              |
| Премия Лондонского кружка кинокритиков        | 2019                | Лучшая актриса года в роли второго плана                                        | Клэр Фой                                                                         | Номинация           | [ 62 ]              |
| Премия Лондонского кружка кинокритиков        | 2019                | Лучшая британская / ирландская актриса года                                     | Клэр Фой                                                                         | Номинация           | [ 62 ]              |
| Премия Лондонского кружка кинокритиков        | 2019                | Technical Achievement of the Year                                               | Пол Ламберт                                                                      | Номинация           | [ 62 ]              |
| Los Angeles Film Critics Association          | 2018                | Лучшая музыка                                                                   | Джастин Гурвиц                                                                   | 2-е место           | [ 63 ]              |
| Motion Picture Sound Editors                  | 2019                | Полнометражный фильм — музыка                                                   | «Человек на Луне»                                                                | Номинация           | [ 64 ]              |
| Motion Picture Sound Editors                  | 2019                | Полнометражный фильм — диалоги и ADR                                            | Милдред Латроу, Эй-Лин Ли, Сьюзен Доус и Гален Гудпастер                         | Номинация           | [ 64 ]              |
| Motion Picture Sound Editors                  | 2019                | Полнометражный фильм — эффекты / Фоли                                           | «Человек на Луне»                                                                | Номинация           | [ 64 ]              |
| Online Film Critics Society                   | 2019                | Лучший оригинальный саундтрек                                                   | Джастин Гурвиц                                                                   | Номинация           | [ 65 ]              |
| Online Film Critics Society                   | 2019                | Лучшая операторская работа                                                      | Линус Сандгрен                                                                   | Номинация           | [ 65 ]              |
| Online Film Critics Society                   | 2019                | Лучший монтаж                                                                   | Том Кросс                                                                        | Номинация           | [ 65 ]              |
| San Francisco Film Critics Circle             | 2018                | Лучшая операторская работа                                                      | Линус Сандгрен                                                                   | Номинация           | [ 66 ]              |
| San Francisco Film Critics Circle             | 2018                | Лучший оригинальный саундтрек                                                   | Джастин Гурвиц                                                                   | Номинация           | [ 66 ]              |
| San Francisco Film Critics Circle             | 2018                | Лучший монтаж                                                                   | Том Кросс                                                                        | Номинация           | [ 66 ]              |
| San Francisco Film Critics Circle             | 2018                | Best Production Design                                                          | Нэйтан Краули                                                                    | Номинация           | [ 66 ]              |
| Seattle Film Critics Society                  | 2018                | Лучшая актриса второго плана                                                    | Клэр Фой                                                                         | Номинация           | [ 67 ]              |
| Seattle Film Critics Society                  | 2018                | Лучший монтаж                                                                   | Том Кросс                                                                        | Номинация           | [ 67 ]              |
| Seattle Film Critics Society                  | 2018                | Лучший оригинальный саундтрек                                                   | Джастин Гурвиц                                                                   | Номинация           | [ 67 ]              |
| Seattle Film Critics Society                  | 2018                | Best Production Design                                                          | Нэйтан Краули и Кэти Лукас                                                       | Номинация           | [ 67 ]              |
| Seattle Film Critics Society                  | 2018                | Лучшие визуальные эффекты                                                       | Иэн Хантер, Пол Ламберт, Тристан Майлз, Джей Ди Швалм                            | Номинация           | [ 67 ]              |
| St. Louis Film Critics Association            | 2018                | Лучшая операторская работа                                                      | Линус Сандгрен                                                                   | Номинация           | [ 68 ]              |
| St. Louis Film Critics Association            | 2018                | Лучший саундтрек                                                                | Джастин Гурвиц                                                                   | Номинация           | [ 68 ]              |
| St. Louis Film Critics Association            | 2018                | Лучший монтаж                                                                   | Том Кросс                                                                        | Номинация           | [ 68 ]              |
| St. Louis Film Critics Association            | 2018                | Best Production Design                                                          | Нэйтан Краули                                                                    | Номинация           | [ 68 ]              |
| Vancouver Film Critics Circle                 | 2018                | Лучшая актриса второго плана                                                    | Клэр Фой                                                                         | Номинация           | [ 69 ] [ 70 ]       |
| Общество специалистов по визуальным эффектам  | 2019                | Outstanding Supporting Visual Effects in a Photoreal Feature                    | Иэн Хантер, Пол Ламберт, Тристан Майлз, Джей Ди Швалм                            | Победа              | [ 71 ] [ 72 ]       |
| Общество специалистов по визуальным эффектам  | 2019                | Outstanding Compositing in a Photoreal Feature                                  | Джоел Делль-Вергин, Питер Фаркас, Майлз Лауридсен и Фрациско Делль’Анна          | Номинация           | [ 71 ] [ 72 ]       |
| Washington D.C. Area Film Critics Association | 2018                | Best Production Design                                                          | Нэйтан Краули и Кэти Лукас                                                       | Номинация           | [ 73 ]              |
| Washington D.C. Area Film Critics Association | 2018                | Лучшая операторская работа                                                      | Линус Сандгрен                                                                   | Номинация           | [ 73 ]              |
| Washington D.C. Area Film Critics Association | 2018                | Лучший монтаж                                                                   | Том Кросс                                                                        | Победа              | [ 73 ]              |
| Washington D.C. Area Film Critics Association | 2018                | Лучший оригинальный саундтрек                                                   | Джастин Гурвиц                                                                   | Номинация           | [ 73 ]              |